# Бычиха (Чернопенское сельское поселение)
Бычиха — опустевшая деревня в Костромском районе Костромской области. Входит в состав муниципального образования Чернопенское сельское поселение. Фактически урочище.

## Географическое положение
Расположена в юго-западной части области, примерно в 1 км к северу от д. Наумово.

## Население
| 2008 | 2010 | 2014 |
| ---- | ---- | ---- |
| 0    | →0   | →0   |

## Транспорт
Проселочная дорога с выездом на автодорогу 34Н-35, примыкающей к федеральной трассе Р-132 «Золотое кольцо» (бывшая Р-600 «Кострома-Иваново»).